# Campeonato Sub-17 de la OFC 2023
El Campeonato Sub-17 de la OFC 2023 fue la décima novena edición de dicho torneo, tuvo como sede a Fiyi en enero de 2023. El campeón fue Nueva Zelanda que logró su noveno título en la categoría.
La OFC anunció el 4 de marzo de 2022 que el Campeonato Sub-17 de la OFC 2021 (originalmente Campeonato Sub-17 de la OFC 2020), que sería organizado por Fiyi, había sido cancelado debido a la pandemia de covid-19, y Fiyi se mantendría para albergar la edición en 2023.
Los dos mejores equipos del torneo se clasificaron para la Copa Mundial de Fútbol Sub-17 de 2023 en Perú como representantes de la OFC.

## Equipos participantes
Las 10 selecciones nacionales de la OFC afiliadas a la FIFA fueron elegibles para participar en el torneo.
A partir de 2020, los torneos juveniles masculinos ya no tienen una etapa de clasificación de cuatro equipos y todos los equipos compiten en un torneo.
Islas Salomón fue excluida de participar por el Comité de Disciplina y Ética de la OFC en lo que respecta al Campeonato Sub-17 de la OFC 2018.
Papúa Nueva Guinea fue sorteada originalmente en la posición A3 del Grupo A, pero fue eliminada antes del comienzo del torneo debido a que no presentó su registro a tiempo.
| Equipos participantes | Equipos participantes | Equipos participantes | Equipos participantes | Equipos participantes |
| --------------------- | --------------------- | --------------------- | --------------------- | --------------------- |
| Fiyi                  | Nueva Caledonia       | Papúa Nueva Guinea    | Samoa Americana       | Tonga                 |
| Islas Cook            | Nueva Zelanda         | Samoa                 | Tahití                | Vanuatu               |

## Primera fase
- Los horarios corresponden al huso horario de Fiyi (UTC+12).

### Grupo A
| Pos. | Equipo | Pts. | PJ | G | E | P | GF | GC | Dif. | Clasificación |
| ---- | ------ | ---- | -- | - | - | - | -- | -- | ---- | ------------- |
| 1    | Fiyi   | 6    | 2  | 2 | 0 | 0 | 6  | 0  | +6   | Fase Final    |
| 2    | Samoa  | 3    | 2  | 1 | 0 | 1 | 6  | 3  | +3   | Fase Final    |
| 3    | Tonga  | 0    | 2  | 0 | 0 | 2 | 0  | 9  | −9   | Fase Final    |

 Fuente: OFC
| 12 de enero de 2023 | Fiyi                                    | 3:0 (1:0) | Samoa | Estadio ANZ, Suva       |                         |
| 19:00               | - Khan 28' - Kumar 49' - Rao 60' (pen.) | Reporte   |       | Árbitro(s): Calvin Berg | Árbitro(s): Calvin Berg |

| 15 de enero de 2023 | Samoa                                          | 6:0 (4:0) | Tonga | Estadio ANZ, Suva        |                          |
| 16:00               | - Edward 20', 40' - Trainor 23', 25', 70', 85' | Reporte   |       | Árbitro(s): Nick Waldron | Árbitro(s): Nick Waldron |

| 18 de enero de 2023 | Tonga | 0:3 (0:1) | Fiyi                                      | Estadio ANZ, Suva      |                        |
| 19:00               |       | Reporte   | - Seninawanawa 7' - Azafal 50' - Khan 90' | Árbitro(s): Ben Aukwai | Árbitro(s): Ben Aukwai |

### Grupo B
| Pos. | Equipo          | Pts. | PJ | G | E | P | GF | GC | Dif. | Clasificación |
| ---- | --------------- | ---- | -- | - | - | - | -- | -- | ---- | ------------- |
| 1    | Nueva Zelanda   | 6    | 2  | 2 | 0 | 0 | 14 | 2  | +12  | Fase Final    |
| 2    | Nueva Caledonia | 3    | 2  | 1 | 0 | 1 | 9  | 3  | +6   | Fase Final    |
| 3    | Samoa Americana | 0    | 2  | 0 | 0 | 2 | 0  | 18 | −18  |               |

 Fuente: OFC
| 11 de enero de 2023 | Nueva Zelanda             | 3:2 (1:1) | Nueva Caledonia                        | Fiji FA Academy, Ba                                     |                                                         |
| 16:00               | Supyk 9', 72' (pen.), 75' | Reporte   | - Nganyane 16' - Hnaissilin 69' (pen.) | Asistencia: 80 espectadores Árbitro(s): Kavitesh Behari | Asistencia: 80 espectadores Árbitro(s): Kavitesh Behari |

| 14 de enero de 2023 | Samoa Americana | 0:11 (0:5) | Nueva Zelanda | Fiji FA Academy, Ba                                      |                                                          |
| 15:30               |                 | Reporte    | - Edwards 4' - Sloane-Rodrigues 11', 68' - Flowerdew 38', 45', 70', 88' - D'Hotman de Villiers 42', 76', 90' - Supyk 87' (pen.) | Asistencia: 50 espectadores Árbitro(s): David Yareboinen | Asistencia: 50 espectadores Árbitro(s): David Yareboinen |

| 17 de enero de 2023 | Nueva Caledonia                                                                  | 7:0 (2:0) | Samoa Americana | Fiji FA Academy, Ba    |                        |
| 15:00               | - Alebate 4' - Levy 27' (pen.) - Ue 53' - Cahma 59' - Saiko 64' - Qaeze 68', 70' | Reporte   |                 | Árbitro(s): Veer Singh | Árbitro(s): Veer Singh |

### Grupo C
| Pos. | Equipo     | Pts. | PJ | G | E | P | GF | GC | Dif. | Clasificación |
| ---- | ---------- | ---- | -- | - | - | - | -- | -- | ---- | ------------- |
| 1    | Tahití     | 6    | 2  | 2 | 0 | 0 | 8  | 1  | +7   | Fase Final    |
| 2    | Vanuatu    | 3    | 2  | 1 | 0 | 1 | 3  | 3  | 0    | Fase Final    |
| 3    | Islas Cook | 0    | 2  | 0 | 0 | 2 | 1  | 8  | −7   | Fase Final    |

 Fuente: OFC
| 11 de enero de 2023 | Tahití                                | 2:1 (2:0) | Vanuatu   | Estadio ANZ, Suva           |                             |
| 19:00               | - Guillemant 24' - Timothy 36' (a.g.) | Reporte   | Judah 82' | Árbitro(s): Lachlan Keevers | Árbitro(s): Lachlan Keevers |

| 14 de enero de 2023 | Islas Cook | 0:6 (0:2) | Tahití                                                                   | Estadio ANZ, Suva                                    |                                                      |
| 19:00               |            | Reporte   | - Colombani 22', 45' - Guillemant 53' - Rota 66' - Cadousteau 74' (pen.) | Asistencia: 50 espectadores Árbitro(s): Tim Danaskos | Asistencia: 50 espectadores Árbitro(s): Tim Danaskos |

| 17 de enero de 2023 | Vanuatu                | 2:1 (1:1) | Islas Cook   | Estadio ANZ, Suva       |                         |
| 19:00               | - Chilia 1' - Moso 47' | Reporte   | Williams 45' | Árbitro(s): Timothy Niu | Árbitro(s): Timothy Niu |

### Mejores terceros
Los dos mejores equipos se clasificaron para los cuartos de final.
| Pos. | Grp. | Equipo          | Pts. | PJ | G | E | P | GF | GC | Dif. | Clasificación |
| ---- | ---- | --------------- | ---- | -- | - | - | - | -- | -- | ---- | ------------- |
| 1    | C    | Islas Cook      | 0    | 2  | 0 | 0 | 2 | 1  | 8  | −7   | Fase final    |
| 2    | A    | Tonga           | 0    | 2  | 0 | 0 | 2 | 0  | 9  | −9   | Fase final    |
| 3    | B    | Samoa Americana | 0    | 2  | 0 | 0 | 2 | 0  | 18 | −18  |               |

 Fuente: OFC
Criterios de clasificación: 1) Puntos; 2) Diferencia de gol; 3) Goles anotados; 4) Puntos disciplinarios; 5) Sorteo.

## Fase final

### Cuadro de desarrollo
|  | Cuartos de final           | Cuartos de final           |                            |       | Semifinales  | Semifinales  |  |  | Final | Final |
|  |                            |                            |                            |       |              |              |  |  |       |       |
|  | Suva - 21 de enero de 2023 |                            |                            |       |              |              |  |  |       |       |
|  |                            |                            |                            |       |              |              |  |  |       |       |
|  | Nueva Caledonia            | 4                          |                            |       |              |              |  |  |       |       |
|  | Nueva Caledonia            | 4                          | Suva - 25 de enero de 2023 |       |              |              |  |  |       |       |
|  | Samoa                      | 0                          |                            |       |              |              |  |  |       |       |
|  | Samoa                      | 0                          | Nueva Caledonia            | 1 (3) |              |              |  |  |       |       |
|  | Suva - 21 de enero de 2023 |                            | Nueva Caledonia            | 1 (3) |              |              |  |  |       |       |
|  |                            | Tahití                     | 1 (2)                      |       |              |              |  |  |       |       |
|  | Tahití                     | Tahití                     | 1 (2)                      | 5     |              |              |  |  |       |       |
|  | Tahití                     |                            | Suva - 28 de enero de 2023 | 5     |              |              |  |  |       |       |
|  | Tonga                      | 0                          |                            |       |              |              |  |  |       |       |
|  | Tonga                      | 0                          | Nueva Caledonia            | 0     |              |              |  |  |       |       |
|  | Suva - 22 de enero de 2023 |                            | Nueva Caledonia            | 0     |              |              |  |  |       |       |
|  |                            | Nueva Zelanda              | 1                          |       |              |              |  |  |       |       |
|  | Fiyi                       | Nueva Zelanda              | 1                          | 3     |              |              |  |  |       |       |
|  | Fiyi                       | Suva - 25 de enero de 2023 |                            | 3     |              |              |  |  |       |       |
|  | Islas Cook                 | 0                          |                            |       |              |              |  |  |       |       |
|  | Islas Cook                 | 0                          | Fiyi                       | 1     |              |              |  |  |       |       |
|  | Suva - 22 de enero de 2023 |                            | Fiyi                       | 1     |              |              |  |  |       |       |
|  |                            | Nueva Zelanda              | 4                          |       | Tercer lugar | Tercer lugar |  |  |       |       |
|  | Nueva Zelanda              | Nueva Zelanda              | 4                          | 1     | Tercer lugar | Tercer lugar |  |  |       |       |
|  | Nueva Zelanda              |                            | Suva - 28 de enero de 2023 | 1     |              |              |  |  |       |       |
|  | Vanuatu                    | 0                          |                            |       |              |              |  |  |       |       |
|  | Vanuatu                    | 0                          | Tahití                     | 3     |              |              |  |  |       |       |
|  |                            |                            |                            |       |              |              |  |  |       |       |
|  | Fiyi                       | 0                          |                            |       |              |              |  |  |       |       |
|  | Fiyi                       | 0                          |                            |       |              |              |  |  |       |       |

- Los horarios corresponden al huso horario de Fiyi (UTC+12).

### Cuartos de final
| 21 de enero de 2023 | Nueva Caledonia                                                       | 4:0 (2:0) | Samoa | Estadio ANZ, Suva                                       |                                                         |
| 16:00               | - Angexetine 13' - Alebate 45' (pen.) - Saiko 88' - Hmuine 90' (pen.) | Reporte   |       | Asistencia: 70 espectadores Árbitro(s): Lachlan Keevers | Asistencia: 70 espectadores Árbitro(s): Lachlan Keevers |

| 21 de enero de 2023 | Tahití                                                         | 5:0 (2:0) | Tonga | Estadio ANZ, Suva                                        |                                                          |
| 19:00               | - Hutia 18' - Guillemant 32', 90+4' - Faure 68' - Vonbalou 79' | Reporte   |       | Asistencia: 100 espectadores Árbitro(s): Kavitesh Behari | Asistencia: 100 espectadores Árbitro(s): Kavitesh Behari |

| 22 de enero de 2023 | Fiyi                                            | 3:0 (1:0) | Islas Cook | Estadio ANZ, Suva                                         |                                                           |
| 16:00               | - Maivalenisau 45+2', 90+3' - Matapo 50' (a.g.) | Reporte   |            | Asistencia: 350 espectadores Árbitro(s): David Yareboinen | Asistencia: 350 espectadores Árbitro(s): David Yareboinen |

| 22 de enero de 2023 | Nueva Zelanda      | 1:0 (0:0) | Vanuatu | Estadio ANZ, Suva                                   |                                                     |
| 19:00               | Supyk 90+1' (pen.) | Reporte   |         | Asistencia: 400 espectadores Árbitro(s): Veer Singh | Asistencia: 400 espectadores Árbitro(s): Veer Singh |

### Semifinales
Los ganadores clasificaron a la final por el título y obtuvieron un cupo a la Copa Mundial de Fútbol Sub-17 de 2023.
| 25 de enero de 2023 | Nueva Caledonia                  | 1:1 (1:1, 1:1) (t. s.)(3:2 p.) | Tahití                                               | Estadio ANZ, Suva                                    |                                                      |
| 16:00               | Alebate 14'                      | Reporte                        | Guillemant 30'                                       | Asistencia: 250 espectadores Árbitro(s): Calvin Berg | Asistencia: 250 espectadores Árbitro(s): Calvin Berg |
|                     |                                  | Tiros desde el punto penal     |                                                      |                                                      |                                                      |
|                     | - Hanye - Alebate - Diko - Saiko |                                | - Cadousteau - Guillemant - Cuneo - Tamarii - Teuira |                                                      |                                                      |

| 25 de enero de 2023 | Fiyi           | 1:4 (1:1) | Nueva Zelanda                     | Estadio ANZ, Suva                                    |                                                      |
| 19:00               | Ravonokula 14' | Reporte   | - Watson 7', 50', 80' - Supyk 72' | Asistencia: 1000 espectadores Árbitro(s): Ben Aukwai | Asistencia: 1000 espectadores Árbitro(s): Ben Aukwai |

### Tercer puesto
| 28 de enero de 2023 | Tahití                                  | 3:0 (0:0) | Fiyi | Estadio ANZ, Suva       |                         |
| 16:00               | - Seguy 51' - Guillemant 56' - Tama 68' | Reporte   |      | Árbitro(s): Calvin Berg | Árbitro(s): Calvin Berg |

### Final
| 28 de enero de 2023 | Nueva Caledonia | 0:1 (0:1) | Nueva Zelanda | Estadio ANZ, Suva      |                        |
| 19:00               |                 | Reporte   | Bruce 24'     | Árbitro(s): Veer Singh | Árbitro(s): Veer Singh |

|                                  |
| Bandera de Nueva Zelanda         |
| Campeón Nueva Zelanda 9.º título |

## Clasificados a la Copa Mundial Sub-17 de 2023
| Bandera de Nueva Zelanda | Bandera de Nueva Caledonia |
| Nueva Zelanda            | Nueva Caledonia            |
| Campeón                  | Subcampeón                 |
| 28/1/2023                | 28/1/2023                  |
| ------------------------ | -------------------------- |

## Goleadores
Actualizado el 28 de enero de 2023.
| Pos. | Jugador                      | Selección       | Goles |
| ---- | ---------------------------- | --------------- | ----- |
| 1    | Luke Supyk                   | Nueva Zelanda   | 6     |
|      | Titouan Guillemant           | Tahití          | 6     |
| 3    | Luke Flowerdew               | Nueva Zelanda   | 4     |
|      | Pharrell Trainor             | Samoa           | 4     |
| 5    | Nolhann Alebate              | Nueva Caledonia | 3     |
|      | Adam Watson                  | Nueva Zelanda   | 3     |
|      | Matthew d'Hotman de Villiers | Nueva Zelanda   | 3     |